# Walther Gerlach
Walther Gerlach (Biebrich, Hessen-Nassau, 1 de agosto de 1889 - Múnich, 10 de agosto de 1979) fue un físico alemán que codescubrió la cuantización del espín en un campo magnético, el ahora conocido como efecto Stern-Gerlach.

## Educación
Gerlach nació en Biebrich, Hessen-Nassau. Estudió en la Universidad de Tubinga desde 1908, y recibió su doctorado en 1912, bajo Friedrich Paschen, siendo el tema de su disertación la medición de la radiación. Después de obtener su doctorado, continuó como asistente de Paschen, lo que había sido desde 1911. Gerlach completó su habilitación en Tubinga en 1916, mientras servía en la Primera Guerra Mundial.

## Carrera
De 1915 a 1918, durante la guerra, Gerlach hizo su servicio en el ejército alemán. Trabajó en la telegrafía sin hilos en Jena bajo la dirección de Max Wien. También se desempeñó en el Artillerie-Prüfungskommission bajo Rudolf Ladenburg.
Gerlach se convirtió en un docente privado (Privatdozent) en la Universidad de Tubinga en 1916. Un año más tarde, se convirtió en privatdozent en la Universidad Georg-August de Gotinga. De 1919 a 1920, fue el jefe de un laboratorio de física de Farbenfabriken Elberfeld, antiguamente Bayer-Werke. En 1920, se convirtió en ayudante de cátedra y profesor de la Universidad Johann Wolfgang Goethe de Frankfurt am Main. Al año siguiente, tomó posesión de una plaza como profesor extraordinario en Frankfurt. En noviembre de 1921 él y Otto Stern descubrieron la cuantización del espín en un campo magnético, conocido como efecto Stern-Gerlach
En 1925, Gerlach recibió una oferta y se convirtió en profesor ordinario en la Universidad de Tubinga, sucediendo a Friedrich Paschen. En 1929, recibió una nueva oferta y se convirtió en profesor ordinario en la Universidad Ludwig Maximilians de Múnich, sucediendo a Wilhelm Wien. Ocupó este cargo hasta mayo de 1945, cuando fue arrestado por las fuerzas armadas estadounidenses y británicas.
Desde 1937 hasta 1945, Gerlach fue miembro del consejo de supervisión de la Kaiser-Wilhelm-Gesellschaft (KWG). Después de 1946, continuó siendo un influyente funcionario en la organización que la sucedió después de la Segunda Guerra Mundial, el Max-Planck-Gesellschaft (MPG).
El 1 de enero de 1944, Gerlach se convirtió oficialmente en jefe de la sección de física del Reichsforschungsrat (RFR, Consejo de Investigación del Reich) y Bevollmächtigter (plenipotenciario) de la física nuclear, en sustitución de Abraham Esau. En abril de ese mismo año, fundó la Reichsberichte für Physik, que eran los informes oficiales que aparecieron como complementos del Physikalische Zeitschrift.
Desde mayo de 1945, Gerlach fue internado en Francia y Bélgica por las Fuerzas Armadas británicas y estadounidenses en la Operación Alsos. Desde julio de ese año a enero de 1946, estuvo internado en Inglaterra en la Farm Hall bajo la Operación Epsilon, que internó a 10 científicos alemanes que se creía habían participado en el desarrollo de armas atómicas. Al regreso de Gerlach a Alemania en 1946, se convirtió en profesor visitante en la Universidad de Bonn. Desde 1948, se convirtió en profesor ordinario de física experimental y director del departamento de física de la Universidad de Múnich, cargo que ocupó hasta 1957. También fue rector de la universidad en 1948-1951.
De 1949 a 1951, Gerlach fue el presidente fundador de la Fraunhofer-Gesellschaft, que promueve las ciencias aplicadas. De 1949 a 1961, fue vicepresidente de la Deutsche Gemeinschaft und zur Erhaltung Förderung der Forschung (Asociación alemana para el apoyo y promoción de la investigación científica); también conocida en corto como el Deutsche Forschungs-Gemeinschaft (DFG), anteriormente el Notgemeinschaft der Deutschen Wissenschaft.
En 1957, Gerlach fue uno de los cofirmantes del Manifiesto de Gotinga, que estaba contra el rearme de la República Federal de Alemania con armas atómicas.
Fue distinguido en 1959 con la Orden al Mérito de Baviera (Bayerischer Verdienstorden) y en 1970 con la Gran Cruz con Estrella de la Orden del Mérito de la República Federal de Alemania (Großes Bundesverdienstkreuz mit Stern).
Murió en Múnich el 10 de agosto de 1979.

## Otros puestos
- Desde 1935 – Presidente del comité para nombrar al sucesor de Arnold Sommerfeld.[2]
- Desde 1939 – Miembro del grupo de trabajo Comerlin sobre la desmagnetización de barcos y la física de torpedos.[2]
- Desde 1948 – Miembro de las Academias de Ciencias de Gotinga, Halle y Munich.[2]
- Caballero de la clase civil, de la orden Pour le Mérite.[2]
- Caballero Comandante de la Orden del Mérito de la República Federal de Alemania

## Libros
- Walther Gerlach: Matter, Electricity, Energy: The Principles of Modern Atomistic and Experimental Results of Atomic Investigations (D. Van Nostrand, 1928)
- Mac Hartmann and Walther Gerlach: Naturwissenschaftliche Erkenntnis und ihre Methoden (Springer, 1937)
- Walther Gerlach: Die Quantentheorie. Max Planck sein Werk und seine Wirkung. Mit einer Bibliographie der Werke Max Plancks (Universidad de Bonn, 1948)
- Walther Gerlach: Probleme der Atomenergie (Biederstein Verlag, 1948)
- Walther Gerlach: Wesen und Bedeutung der Atomkraftwerke (Oldenbourg, 1955)
- Walther Gerlach and Martha List: Johannes Kepler. Leben und Werk (Piper Verlag, Múnich 1966)
- Walther Gerlach (editor): Das Fischer Lexikon - Physik (Fischer Bücherei, 1969)
- Walther Gerlach: Physik des täglichen Lebens - Eine Anleitung zu physikalischem Denken und zum Verständnis der physikalischen Entwicklung (Fischer Bücherei, 1971) ISBN 3-436-01341-2
- Walther Gerlach (editor): Physik. Neuasugabe Unter Mitarbeit Von Prof. Dr. Josef Brandmüller (Fischer Taschenbuch Verlag, 1978) ISBN 3-596-40019-8
- Walther Gerlach and Dietrich Hahn: Otto Hahn - Ein Forscherleben unserer Zeit (Wissenschaftliche Verlagsgesellschaft, WVG, Stuttgart 1984) ISBN 3-8047-0757-2
- Walther Gerlach & Martha List: Johannes Kepler : Der Begründer der modernen Astronomie München, (Piper Verlag GmbH, 1987) ISBN 3-492-15248-1

## Artículos
- Walther Gerlach and Otto Stern Das magnetische Moment des Silberatoms, Zeitschrift für Physik Volume 9, Number 1, 353-355 (1922). The article was received on 1 April 1922. Gerlach is cited as being at the University of Frankfurt am Main and Stern is cited as being at the University of Rostock.